# West Coast (musikalbum)
West Coast är en 12" av göteborgsbandet Studio som utkom 2006 på deras eget skivbolag Information.
Skivan pressades i Karlsdorf i en upplaga av 500 exemplar som fort sålde slut. Skivan har katalognummer: INF002. Återutgivningen som kom ut under sommaren 2007 har katalognummer: INF004 och INFCD2, eftersom den då både gavs ut som en dubbel-LP och på CD. Den här gången distribuerades skivan av det brittiska bolaget Amato och utgåvan var nu inte begränsad. Man hade gjort nya versioner av några av låtarna och dessa nya versioner är samma som på Yearbook 1. Dan Lissvik har designat den minimalistiskt utsmyckade albumframsidan och Rasmus Hägg har designat baksidan, Rasmus skrev också låten "Origin" på egen hand. Dan Lissvik producerade, mixade och mastrade hela albumet och skrev låtarna "West Side", "Life's a Beach" och "Self Service". Tillsammans skrev Rasmus och Dan låtarna "Out There" och "Indo".

## Låtar West Coast 2006
A1: Out There 16:00

A2: West Side 7:04

A3: Origin 1:57
B1: Life's A Beach! 12:56

B2: Self Service 8:14

B3: Indo 3:50

## Låtar West Coast 2007
LP 1:
A1: Out There 16:00

B1: West Side 7:04

B2: Origin 5:31

LP 2:
A1: Life's A Beach! 12:56

B1: Self Service 4:12 (Radio version) 

B2: Indo 9:29 (Extended version) 

CD-versionen har samma låtlista som dubbel-Lp:n och samma versioner av låtarna.